# UBC magnofit Güssing Knights
Maillots
L'UBC magnofit Güssing Knights est un club autrichien de basket-ball appartenant à la A Bundesliga, soit le plus haut niveau du championnat autrichien. Le club est basé dans la ville de Güssing.

## Palmarès
- Champion d'Autriche : 2014, 2015
- Coupe d'Autriche de basket-ball : 2015

## Entraîneurs successifs
- Matthias Zollner